# Sodna palača, München
Sodna palača ali Palača pravičnosti (nemško Justizpalast) je sodna in upravna zgradba v Münchnu v Nemčiji. Tu je sedež bavarskega ministrstva za pravosodje. Palača pravičnosti je v četrti Königsplatz okrožja Maxvorstadt, vendar neposredno na meji, ki sta jo oblikovala Prielmayerstraße in Ludwigsvorstadt.

## Zgodovina gradnje in arhitektura
Po zelo dolgem iskanju primerne lokacije za izgradnjo sodne palače, so jo leta 1886 našli v Clemensa Franza de Paula Bavarskega vrtu, kot idealno gradbišče na osrednji lokaciji med glavno železniško postajo in Karlsplatzom. Gradbišče je severno obrobljal Botanični vrt z leta 1854 končano stekleno palačo Augusta von Voita. Zaradi predvidenega urbanega razvoja je bila severna fasada zasnovana kot glavna fasada.
16. februarja 1887 je münchenski arhitekt Friedrich von Thiersch, ki ga je princ regent Luitpold osebno zagovarjal kot poroka za prefinjeno in umetniško kakovostno izvedbo, pričel z gradnjo palače pravičnosti v slogu neobaroka, reprezentančnega arhitekturnega sloga tistega časa. Z izkopavanjem jame se je začela spomladi 1891, likof je bil decembra 1894 na vrhu kupole, otvoritev stavbe pa 10. maja 1897 s strani princa regenta Luitpolda in takratnega ministra za pravosodje Leopolda von Leonroda.
Stavba, ki je 138 metrov dolga in 80 metrov globoka, ima v sredini 66-metrsko stekleno kupolo, vključno z lanterno. Središče stavbe, ki je bilo zasnovana okoli dveh notranjih dvorišč, je osrednja dvorana velikosti 19 m × 29 m. Zgrajena je bila na prostoru, kjer je bila prej v 1750-ih in 1760-ih zgrajen Clemensschlössl, v katerem je bila od leta 1826 kadetska enota. 1862/63 je bila načrtovana nova zgradba Ludwig-Maximilians-Universität, vključno z Georgianumom, saj so leta 1840 povezane vrtnarske stavbe v Ludwigstraße že postale premajhne. Po presenetljivi smrti kralja Maksimilijana II. ti načrti niso bili uresničeni. 
Štiri fasade samostojno stoječe stavbe so različne, vendar imajo skupen granitni cokel kot podkonstrukcijo in kolosalni red pilastrov ali stebrov na srednjem in vogalnim rizalitom podobnih strukturah. Tri zgornja nadstropja so okrašena z okenskimi okviri in pedimenti, pri čemer je drugo nadstropje najbolj poudarjeno. Na severni fasadi sta vzhodno in zahodno krilo izvedena kot vogalni rizaliti. Šest stebrov s korintskimi kapiteli deli zgornja nadstropja. Vzdolžne fronte in vogalni rizaliti južne fasade so zasnovane kot na severni fasadi, osrednji rizalit pa je manjši in se deli s pilastri. V pritličju je pred osrednjim vhodnim portalom odprta veranda, ki je nekoč služila kot zatočišče za kočije. V prvem nadstropju je veranda kot balkon. Tri osrednje osi rizalitov so okronane s pedimentom z bavarskim grbom. Tam stojijo figure Pravice, obdane z Nedolžnostjo in Pregreho. Vzhodna fasada je močno izražena s centralnim rizalitom s konveksnim steblom in obeliskom na vseh štirih vogalih. 
Ker je bila stavba kmalu premajhna kljub svojim ogromnim dimenzijam, je zgradil Thiersch v letih 1903–1905 zahodno od Palače pravičnosti, v obliki bavarske opečne gorike, tako imenovano stavbo Novega sodišča z dvema stolpoma, kjer je danes bavarsko ustavno sodišče in višje deželno sodišče Münchna.

## Uporaba

### Storitve
Sodna palača je bila vedno uradna stavba bavarskega ministrstva za pravosodje, ki zavzema zgornja nadstropja. V spodnjih nadstropjih je večina civilnih domov okrožnega sodišča v Münchnu I. Z dokončanjem münchenskega kazenskega sodišča v ulici Nymphenburger 16 leta 1977 so se kazenske dvorane okrožnega sodišča v Münchnu premaknile v tamkajšnjo sodno palačo.

### Znani postopki
Februarja 1943 so v Sodni palači v ljudskem sodišču potekala sojenja proti članom skupine Bela vrtnica. Danes je postavljena spominska soba, ki je dostopna obiskovalcem po registraciji na vratih. Leta 1962 je bila Sodna palača prizorišče senzacionalnega posrednega procesa proti Veri Brühne. Marca 2014 je potekal v Sodni palači kazenski postopek proti Uli Hoeneß pred okrožnim sodiščem v Münchnu II., čeprav je gradnja kazenskopravnega centra v Nymphenburger Straße načrtovana za vse glavne postopke v kazenskih zadevah v Münchnu. Največja dvorana tam (soba 101), ki je strukturno zasnovana za velike medijsko izpostavljene procese, je bila v tem času zasedena z NSU kazensko zadevo proti Beate Zschäpe. Zaradi pričakovanega zanimanja novinarjev in televizije je bilo odločeno, da se glavna obravnava proti Uli Hoeness izjemoma izvede v Sodni palači. 
Opomba: Vera Brühne je postala znana po vsej Nemčiji leta 1961/1962, ko so jo skupaj z Johannom Ferbachom obtožili umora münchenskega zdravnika Otta Prauna in njegove ljubice Elfriede Kloo.

### Spomenik in razstave
V dvorani 253 je stalna razstava, ki spominja na preizkušnje članov Bele vrtnice.
Ob vhodnih vratih je plaketa, ki spominja na judovske odvetnike, ki so bili v nacistični dobi odpuščeni in preganjani.
Na dvorišču pod stekleno kupolo (atrij) potekajo občasne razstave o sodobni zgodovini, povezani s sodbami.
- Spomin na „Weiße Rose“ (belo vrtnico)
- Vzhodna fasada
- Skupina Pravica, Balthasarja Schmitta
- Centralna dvorana in stopnišče
- Steklena kupola nad centralno dvorano
- Kip princa regenta Luitpolda Bavarskega
- Detajl na stebrih stopnišča